# 乌尔里希·德梅齐埃
乌尔里希·德梅齐埃（Ulrich de Maizière, 1912年2月24日—2006年8月26日）、德國軍人。1966年至1972年担任第4任德国聯邦国防军总监。

## 生平
德梅齐埃家族是法国流亡的胡格诺派教徒贵族家庭的后代。乌尔里希·德梅齐埃1930年参军条件合格后，分配到第5步兵连为士官候補生，1933年被任命少尉。1937年转到第50步兵连。1939年第二次世界大战爆发后，以上尉连队副官身份随军进攻波兰。1940年任C集团军威廉·馮·里布上将的参谋。1941年1月任18步兵师战备部长（副参谋），参与列宁格勒作战。1942年1月，调职陆军总司令部，以少校军衔从事新师的编制事务。期间，与后来成为首任联邦國防軍总监及作战部长的阿道夫·豪辛格少将（Adolf Heusinger）相识。
1943年2月再次调职东部战线，晋升中校，任新编制的第10装甲掷彈兵师主任参谋。同年夏参加库尔斯克会战，后被反坦克炮弹碎片击中受伤。1945年2月调回陆军总司令部任作战部主任参谋。5月8日德国投降，被英国军队俘虏。
1947年獲釋後，他在一家乐器销售公司销售图书及乐器。不久德国重新建军，1950年12月西德总理康拉德·阿登纳授权前纳粹陆军中尉布兰克秘密进行重整军备事宜。德梅齐埃也受收召集信件。1951年2月德梅齐埃以军事顾问的身份出席了在巴黎举行的欧洲防御共同体的有关协商会议。1955年5月，西德国防军正式组建，1956年12月德梅齐埃晋升少将，1958年担任第1掷彈兵师A1战斗群（后为第2装甲旅）司令，1959年4月任改名为第1装甲掷彈兵师代理师长。1962年4月担任汉堡的德国联邦国防军指挥学院（FüAkBw）院长，1964年晋升为中将，10月担任陆军总监。1966年8月国防军总监海因茨·特莱特纳陸軍上將辞职，德梅齐埃晉升上將成為第四任总监，直至1972年3月退役。
退役后德梅齐埃居住于波恩，1973年至1994年任国防部的《联邦军成立史》编纂委员会委员长等职。
乌尔里希·德梅齐埃的兄弟克莱门·德梅齐埃（Clemens de Maizière）是东德基民盟创始成员之一，他的侄子洛塔尔·德梅齐埃是民主德国最后一任总理。乌尔里希1944年結婚，生有二男二女，次子托马斯·德梅齐埃2009—2011年担任德国内政部长、2011—2013年任国防部长、2013年12月17日再次任内政部长。